# Товстоплет, Сергей Кириллович
Сергей Кириллович Товстоплет (укр. Сергій Кирилович Товстоплет; 6 марта 1937, Кирово, Одесская область — 23 января 2017) — советский пловец. Участник летних Олимпийских игр 1960 года.

## Биография
Выступал в соревнованиях по плаванию за харьковский «Спартак». Выигрывал медали чемпионатов СССР. 22 раза становился чемпионом Украинской ССР.
В 1960 году вошёл в состав сборной СССР на летних Олимпийских играх в Риме. В эстафете 4х200 метров вольным стилем сборная СССР, за которую также выступали Виталий Сорокин, Геннадий Николаев и Борис Никитин, заняла 3-е место в полуфинале, показав результат 8 минут 30,6 секунды. В финале, где Товстоплета заменил Игорь Лужковский, советские пловцы финишировали восьмыми.
Мастер спорта СССР.
По окончании выступлений работал тренером харьковской ШВСМ. Был судьёй международной категории.
Умер 23 января 2017 года. Прах захоронен в колумбарии харьковского городского кладбища № 2.